# Icilio Calzecchi Onesti
Icilio Calzecchi Onesti (Predappio, 1911 – Marmarica, 29 maggio 1942) è stato un militare italiano insignito della medaglia d'oro al valor militare alla memoria nel corso della seconda guerra mondiale.

## Biografia
Nacque a Predappio, provincia di Forlì, nel 1911, figlio di Atto e Sofia. 
Dopo aver conseguito il diploma di maturità scientifica presso il Liceo di Ancona, venne arruolato nel Regio Esercito ed ammesso, il 2 novembre 1931, a frequentare la Scuola allievi ufficiali di complemento di Spoleto e nel giugno 1932 fu promosso sottotenente. Assegnato al 93º Reggimento fanteria "Messina" fu posto in congedo il 31 gennaio 1933. Poco tempo dopo chiese di essere inviato in Colonia e nel marzo successivo, sbarcato a Bengasi, fu assegnato dapprima al XV Battaglione eritreo, poi al IX Battaglione libico ed infine, nel luglio 1934, al 4º Reggimento fanteria coloniale. Nel marzo 1935 fu trasferito a domanda nel Regio corpo truppe coloniali della Somalia italiana e con il XIII Battaglione eritreo del 2º Raggruppamento arabo somalo, partecipò alla guerra d'Etiopia. Promosso tenente e rientrato in Italia nel 1936, venne successivamente trasferito al 33º Reggimento fanteria carristi di Parma. Nel settembre 1941 venne destinato alla III Brigata corazzata Littorio mobilitata. Promosso capitano, partì per l'Africa Settentrionale Italiana nel febbraio 1942, trasferito al 133º Reggimento carri mobilitato dal quale passò successivamente all'XI Battaglione carri medi distaccato alla 101ª Divisione motorizzata "Trieste". Cadde in combattimento il 29 maggio 1942, e fu successivamente insignito della medaglia d'oro al valor militare alla memoria.